# رومالی پریهان
رومالی پریهان (ترکی استانبولی: Şair Ozan ve Yazarlar Kültür Derneği; ۱۸ مارس ۱۹۴۲ – ۵ مهٔ ۲۰۱۶) بازیگر، مجری، مدل، ستون‌نویس، نقاشی، خوانندگی اهل ترکیه بود.